# Johnsonville (Illinois)
Johnsonville és una població dels Estats Units a l'estat d'Illinois. Segons el cens del 2000 tenia 69 habitants.

## Demografia
Segons el cens del 2000, Johnsonville tenia 69 habitants, 25 habitatges, i 20 famílies. La densitat de població era de 126,9 habitants/km².
Dels 25 habitatges en un 40% hi vivien nens de menys de 18 anys, en un 64% hi vivien parelles casades, en un 12% dones solteres, i en un 20% no eren unitats familiars. En el 20% dels habitatges hi vivien persones soles el 12% de les quals corresponia a persones de 65 anys o més que vivien soles. El nombre mitjà de persones vivint en cada habitatge era de 2,76 i el nombre mitjà de persones que vivien en cada família era de 3,1.
Per edats la població es repartia de la següent manera: un 27,5% tenia menys de 18 anys, un 8,7% entre 18 i 24, un 31,9% entre 25 i 44, un 20,3% de 45 a 60 i un 11,6% 65 anys o més.
L'edat mediana era de 36 anys. Per cada 100 dones de 18 o més anys hi havia 92,3 homes.
La renda mediana per habitatge era de 45.000 $ i la renda mediana per família de 41.250 $. Els homes tenien una renda mediana de 22.500 $ mentre que les dones 25.000 $. La renda per capita de la població era de 15.411 $. Cap de les famílies estaven per davall del llindar de pobresa.

## Poblacions més properes
El següent diagrama mostra les poblacions més properes.